# Клеант
Клеант (на старогръцки: Κλεάνθης Kleanthēs; Cleanthes; * ок. 330 пр.н.е. в Асос в Троада; † ок. 230 пр.н.е.) е древногръцки философ стоик. От ок. 262 пр.н.е. той е вторият ръководител на стоическата школа след смъртта на Зенон от Китион.
Клеант е роден ок. 330 пр.н.е. в Асос в Троада, днес в Западна Турция. Според Диоген Лаерций той е син на Фаниас и е боксьор. Той идва в Атина, посещава лекциите на Зенон, и нощно време работи.

## Издание
- Клеант, Фрагменти в Стоици – фрагменти, София: Лик, 1995, ISBN 954-607-025-4 (с.79)
- Johan C. Thom: Cleanthes' „Hymn to Zeus“. Text, translation, and commentary. Mohr Siebeck, Tübingen 2005, ISBN 3-16-148660-9